# Leandro Ferreira
Pour les articles homonymes, voir Ferreira.
Leandro Ferreira est une municipalité brésilienne de l'État du Minas Gerais et la microrégion de Bom Despacho.